# 普雷勒
普雷勒（法語：Presles，法語發音：[pʁɛl] ⓘ）是法国法兰西岛大区瓦兹河谷省的一个市镇，位于该省东北部，属于蓬图瓦兹区。

## 地理
普雷勒（49°6'55"N, 2°16'56"E）面积9.95 平方千米，位于法国法蘭西島大區瓦兹河谷省，该省份为法国北部内陆省份，北起瓦兹省，西接厄尔省，南至塞纳-圣但尼省、上塞纳省和伊夫林省，东临塞纳-马恩省。
与普雷勒接壤的市镇（或旧市镇、城区）包括：努万泰勒、瓦兹河畔博蒙、利勒亚当、马夫利耶、穆尔、内尔维尔拉福雷、圣马丹迪泰特尔。

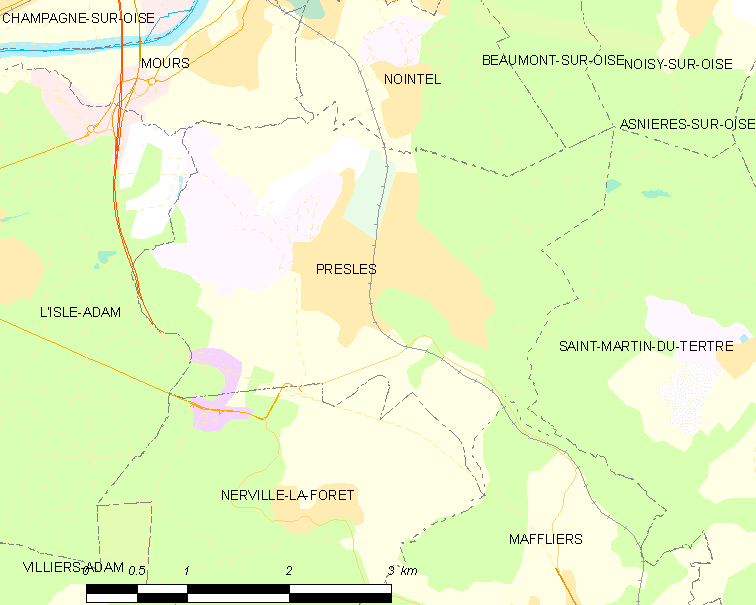
普雷勒的OSM定位图

普雷勒的时区为UTC+01:00、UTC+02:00（夏令时）。

## 行政
普雷勒的邮政编码为95590，INSEE市镇编码为95504。

## 政治
普雷勒所属的省级选区为利勒亚当县。

## 人口

1962-2008年间普雷勒人口变化图示

普雷勒于2022年1月1日时的人口数量为3994人。